# Юйту

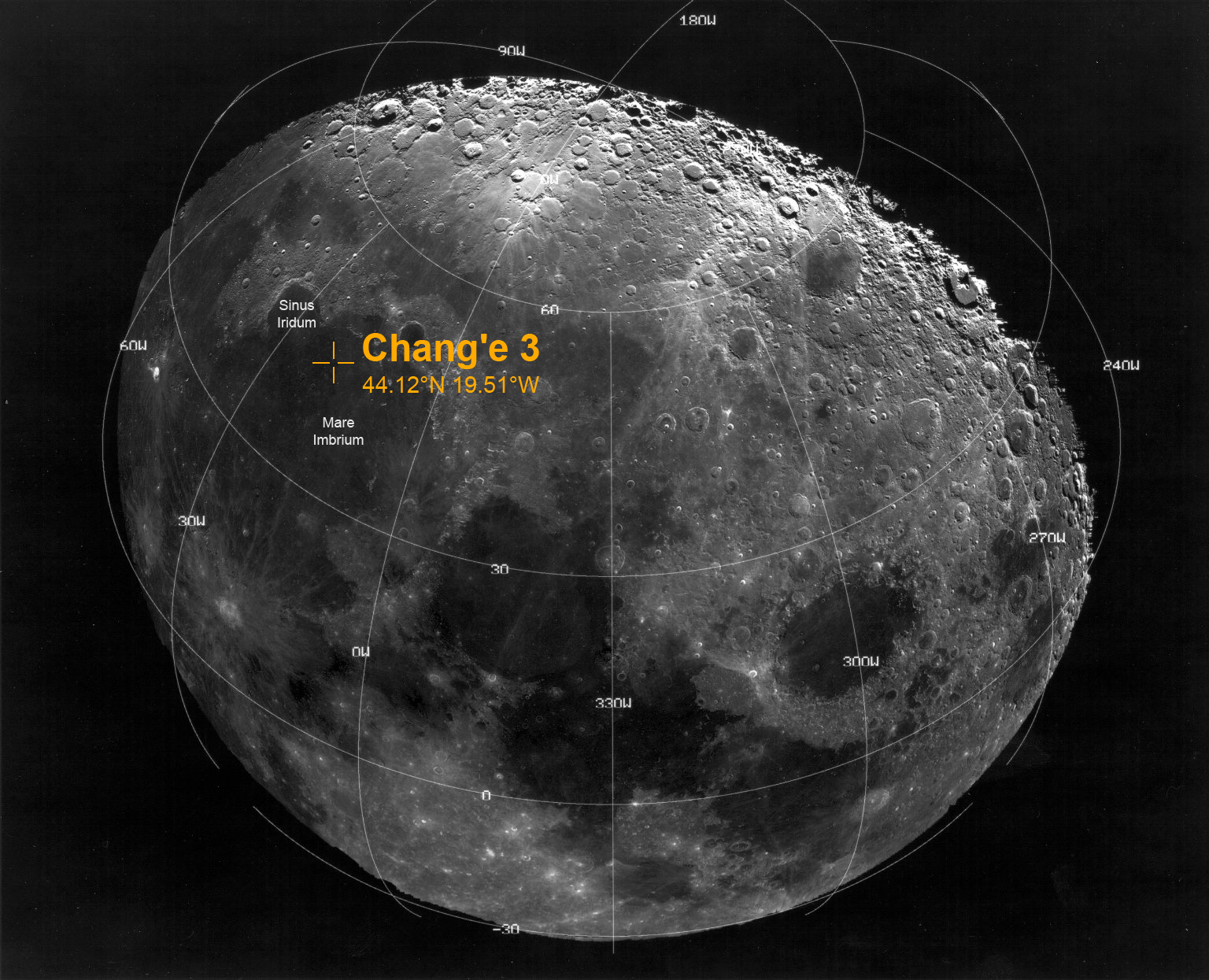
Место прилунения «Чанъэ-3» с луноходом «Юйту» на борту в море Дождей

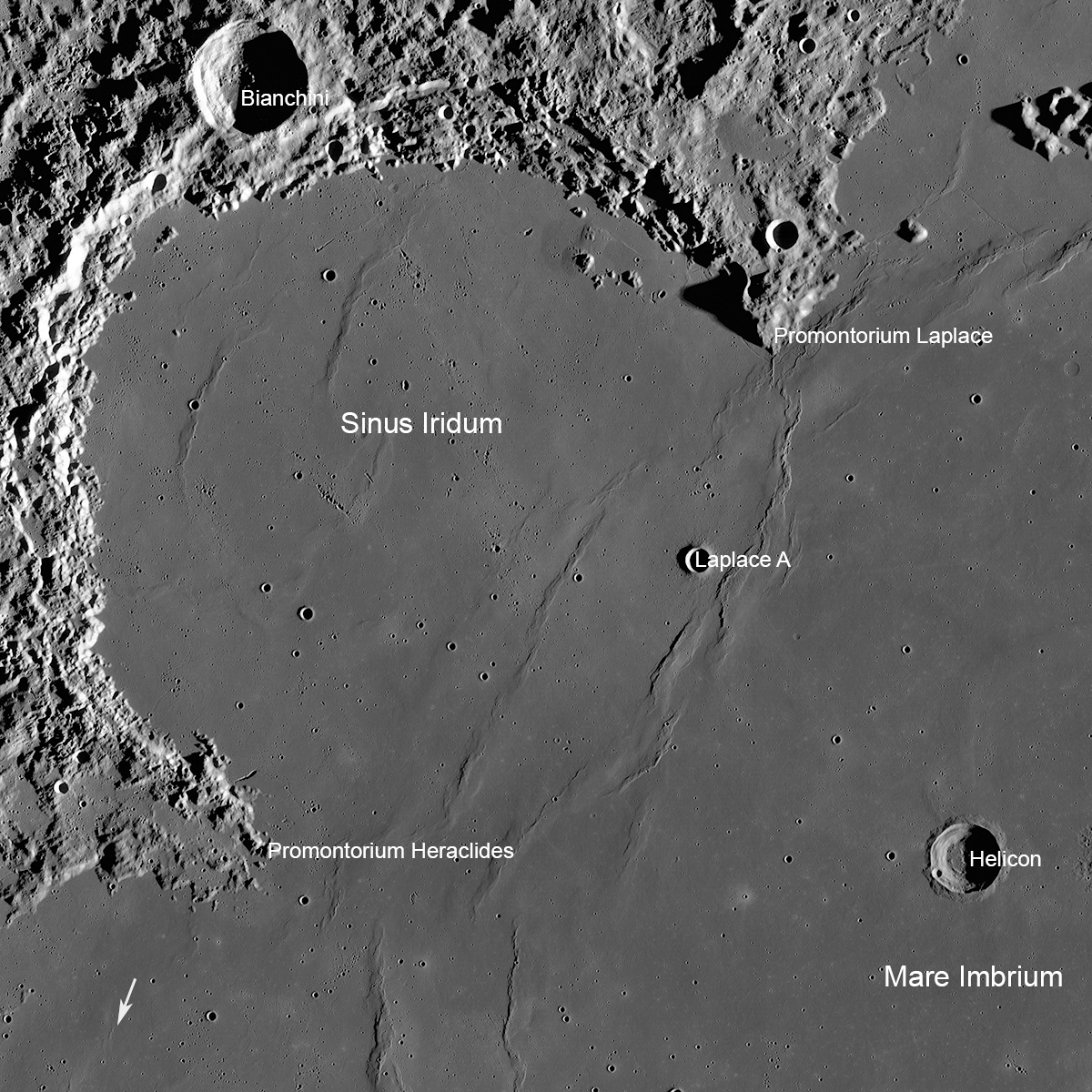
Залив Радуги — заполненный лавой кратер диаметром в 250 км, к востоку от которого прилунилась АМС «Чанъэ-3». Стрелкой (слева внизу) указано положение «Лунохода-1»

«Юйту́» (кит. 玉兔, пиньинь Yùtù, Нефритовый заяц) — первый китайский луноход, являющийся частью китайской космической миссии «Чанъэ-3».
«Юйту» — первый за 40 с лишним лет планетоход, работавший на Луне с момента завершения деятельности советского «Лунохода-2» 11 мая 1973 года. Его прилунение стало первой мягкой посадкой на Луну с 1976 года, после советской АМС «Луна-24». КНР стала третьей державой, осуществившей мягкую посадку на Луну, после СССР и США.
15 декабря 2013 года  луноход приступил к работе. Он потерял подвижность примерно через 40 дней после высадки, но продолжал функционировать, стоя на месте, в стационарном режиме, постепенно разрушаясь. Последние сигналы от «Юйту» получены 10 июля 2014 года. 3 августа 2016 года было объявлено, что «Юйту» завершил работу.

## Название
Юйту́ — это мифологический лунный заяц, принадлежащий богине Чанъэ); имя луноходу было выбрано в результате электронного голосования.

## Параметры
Габариты лунохода «Юйту» составляли 1,5 метра в длину, 1 метр в ширину и 1,1 метр в высоту (немногим меньше, чем марсоходы «Спирит» и «Оппортьюнити»). Его масса равнялась 140 кг, из которых около 20 кг составляла полезная нагрузка. Он мог передавать видео в реальном времени и имел автоматические сенсоры для предотвращения столкновения с другими объектами. Шестиколёсный луноход был рассчитан на работу в течение трёх месяцев, прохождение дистанции в 10 км, развитие скорости 200 м/ч и преодоление препятствий, имеющих 30-градусный уклон. Был снабжён солнечными панелями, позволяющими работать во время лунного дня, ночью переходя в спящий режим. Обогрев осуществлялся за счёт радиоизотопного нагревательного элемента (производитель — Саровский центр ЭМЗ «Авангард»), работающего на плутонии-238, и двухфазных жидкостных контуров; конструкционно «Юйту» способен выдерживать перепады температур в 300 градусов в спящем режиме.

## Научное оборудование
«Юйту» не был снабжён буром или щётками, но был оборудован георадаром, двумя спектрометрами, (один инфракрасного диапазона, а другой APXS — для детекции альфа-частиц и рентгеновского излучения) для исследования состава и структуры лунного грунта на глубину до 100 метров и манипулятором для позиционирования APXS.
На мачте «Юйту» (высотой 1,5 метра) имелись 2 панорамные и 2 навигационные камеры. Вдобавок, спереди внизу на нём были установлены две «тревожные» камеры Hazcam для предотвращения столкновений.

## История

### Разработка
Разработка лунохода «Юйту» велась Шанхайским инженерным институтом аэрокосмических систем (Shanghai Aerospace System Engineering Institute) и Пекинским университетом авиации и космонавтики с 2002 года по май 2010 года.

### Запуск и посадка
АМС «Чанъэ-3» с «Юйту» была запущена 1 декабря 2013 года ракетой-носителем «Великий поход-3B». Предполагалось, что зонд прилунится 16 декабря в Заливе Радуги, к северо-востоку от места посадки советского «Лунохода-1» в 1970 году (38°19′30″ с. ш. 36°59′42″ з. д. / 38,325° с. ш. 36,995° з. д.). Однако посадка произошла 14 декабря и на 400 км восточнее, в Море Дождей, в 30 км к юго-юго-востоку от кратера Лаплас F и в 10 км к востоку от кратера Лаплас FA (44°07′ с. ш. 19°30′ з. д. / 44,12° с. ш. 19,50° з. д.). На китайском новостном телеканале CCTV News проводилась прямая трансляция развёртывания лунохода.
С геологической точки зрения место посадки примечательно тем, что находится рядом с границей потоков лавы с высоким и низким содержанием титана. По мнению специалиста в минералогии Луны Карли Питерс из Брауновского университета, «Юйту», приземлившийся на молодые базальты с высоким содержанием титана, сможет эту границу исследовать.
Толщина слоя лунной почвы в месте посадки «Юйту» составляет около 2 метров (в отличие от 3—8 метров в других частях лунных морей).

## Ход выполнения миссии

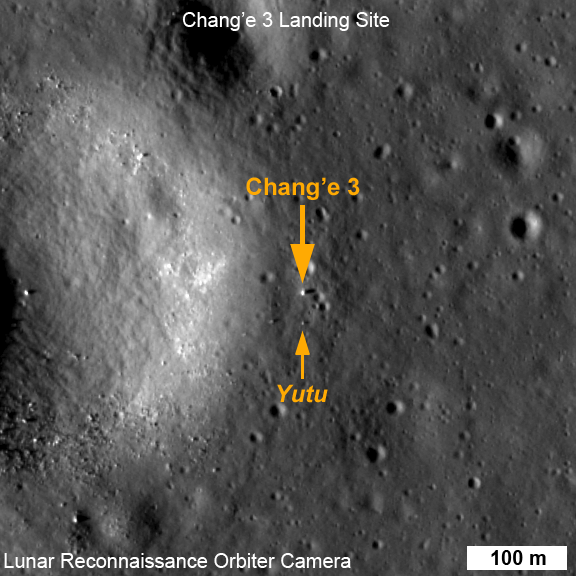
«Чанъэ-3» (отмечена большой стрелкой) и «Юйту» (малая стрелка) на фото, сделанном LRO 25 декабря 2013 года.

### 2013
15 декабря «Юйту» отстыковался от посадочного модуля массой в 1 тонну и приступил к работе, передав первые снимки лунной поверхности.
С 16 по 20 декабря луноход не двигался, будучи частично обесточен. Солнечные лучи нагрели его освещённую сторону до температуры выше 100 °C, в то время как его теневая сторона оставалась холоднее 0 °C.
К 22 декабря «Юйту» выполнил первые задания: сфотографировал посадочный модуль с нескольких сторон, обходя его по полукругу с северной стороны к южной, в то время как модуль тоже фотографировал его и снимал на видео. Было опубликовано множество таких снимков, включая стереофото посадочного модуля и видео «Юйту» в движении.
К 23 декабря «Юйту» привёл свой манипулятор в рабочий режим и выполнил проверку подготовленности к надвигающейся лунной ночи. На следующий день был протестирован и посадочный модуль, который первым перешёл в спящий режим 25 декабря; 26 декабря за ним последовал и «Юйту». В течение двух недель оба аппарата подвергались воздействию сверхнизких температур (до −180 °C), но радиоизотопный источник поддерживал в отсеках с электроникой рабочую температуру в −40 °C.
24 декабря зонд НАСА LRO сфотографировал «Юйту» и «Чанъэ-3» с лунной орбиты, c расстояния 150 километров. Разрешение полученного снимка составило 1,5 метра на пиксель.

### 2014
11 января успешно переживший лунную ночь «Юйту» вернулся в нормальный рабочий режим и продолжил исследования, а 12 января «проснулся» и «Чанъэ-3». В честь этого события Китайская академия наук опубликовала несколько новых снимков, сделанных луноходом и посадочным модулем.
После пробуждения луноход покинул место посадки, удаляясь от него в южном направлении. К 15 января «Юйту» прошёл общий путь примерно 114 м и остановился примерно в 20 м к юго-западу от места посадки.

#### Неполадки
25 января, перед вхождением «Юйту» во вторую спячку, агентство «Синьхуа» сообщило о проблемах с механическим контролем движения лунохода. Причиной поломки был заявлен «сложный рельеф поверхности Луны». Поскольку во время лунной ночи связь с луноходом отсутствует, далее о его состоянии стало известно лишь после её окончания, 8—9 февраля.
Посадочный модуль «Чанъэ-3» пережил свою вторую лунную ночь успешно, но 12 февраля 2014 года было заявлено об окончательной поломке Юйту. На Weibo аккаунте «Юйту» был вывешен твит «До свидания, Земля. До свидания, человечество». Однако 13 февраля стало известно о наличии связи с луноходом и возможности его починки. Весь свой третий лунный день «Юйту» проводил наблюдения, оставаясь в неподвижном состоянии (его радиолокатор и камеры при этом работали исправно), и так, не двигаясь, и перешёл в спящий режим в третий раз 22 февраля.

### Продолжение миссии
Далее «Юйту» продолжил функционировать в стационарном режиме, постепенно разрушаясь; радиолюбители Земли периодически ловили его сигналы. Так, сигналы от «Юйту» были пойманы 10 июля 2014 года, что 19 июля подтвердил глава китайской Программы исследования Луны.
3 августа 2016 года было объявлено, что «Юйту» завершил работу. Таким образом он проработал на лунной поверхности в течение тридцати одного месяца, превысив запланированный срок службы в пятнадцать месяцев, из которых функционировал в расчётном режиме меньше двух. В рамках дальнейшего развития лунной программы Китай осуществил в декабре 2018 года запуск АМС «Чанъэ-4», которая 3 января 2019 года впервые доставила луноход на обратную сторону Луны.

## Научные открытия
В 2015 году учёные опубликовали статью об обнаружении с помощью «Юйту» нового типа лунного грунта — базальтов необычного состава. Образцы этого грунта отличаются от всего, что собрали американские астронавты в 1969—1972 годах во время программы «Аполлон» и советские станции «Луна-16», «Луна-20», «Луна-24».

## Память
В честь серии китайских луноходов, начавшейся в 2013 году с «Юйту» названа линия Yutu Linea на Плутоне, название утверждено Международным астрономическим союзом 25 апреля 2023 года.